# Jean Ier de Foix
 (mars 2019).
Pour l’article homonyme, voir Jean de Foix.
Jean IV (ou V ou VI) de Grailly ou Jean Ier de Foix (1382 - 1436) est comte de Foix, coprince et viguier d'Andorre, vicomte de Béarn, de Marsan, de Lautrec et de Castelbon de 1412 à 1436 et comte de Bigorre de 1425 à 1436. Il est fils d’Archambaud de Grailly, captal de Buch, vicomte de Castillon et de Bénauges, et d’Isabelle de Foix-Castelbon, comtesse de Foix, coprincesse d’Andorre, vicomtesse de Béarn, de Marsan et de Castelbon. Il est l'ancêtre au sixième degré du roi de France Henri IV.

## Biographie
À la suite du traité de Tarbes signé le 10 mai 1399 qui reconnaît à ses parents la possession du comté de Foix, mais oblige son père à renoncer à l’alliance anglaise, il est envoyé en otage à la cour de France pour garantir l’observance des termes du traité. Le 24 avril 1406, il prête hommage au roi Charles VI de France en tant qu’héritier du comté de Foix et participe avec une compagnie de Béarnais à plusieurs opérations contre les troupes anglaises sous les ordres du connétable Louis de Sancerre : siège de Bordeaux en 1404 et 1405, siège de Blaye 1406 et siège du Bourg en 1406-1407.
En 1409 il accompagne le roi Martin d’Aragon dans une expédition pour reprendre la Sardaigne aux Génois, se distingue à la bataille de San Luri (30 mai 1409) et revient à Foix en septembre.
Martin meurt le 31 mai 1410 sans fils et deux princes revendiquent sa succession : Ferdinand de Castille, neveu de Martin, et Louis II d'Anjou, marié à Yolande d'Aragon, fille du roi Jean Ier, frère et prédécesseur de Martin. Jean de Foix lève alors des troupes pour soutenir les prétentions de Louis d’Anjou, mais Ferdinand l’emporte finalement le 25 juin 1412 par le compromis de Caspe. Mais Jean de Foix s’est écarté de cette guerre car trois mois plus tôt, le 12 février 1412, Archambaud de Grailly meurt et Isabelle de Foix, mère de Jean de Foix, lui cède tous ses états. Le même mois, Charles VI lui a confié la lieutenance générale du Languedoc et de la Guyenne. Dès avril, il entre en guerre contre Bernard VII, comte d’Armagnac. Une trêve est signée le 28 mai 1413, mais rompue quand les Armagnacs prennent le pouvoir. Face au roi Henri V d'Angleterre, une trêve est signée pour combattre l’invasion anglaise.
Il ne prend pas part à la bataille d’Azincourt, en octobre 1415 et se rallie au dauphin le 28 mai 1418, lequel le nomme en retour le 17 août lieutenant général du roi en Languedoc et en Guyenne. Par opportunisme et n’ayant réellement en vue que ses propres intérêts, il rejoint le camp des Armagnacs le 16 novembre 1418, celui des Bourguignons en octobre 1419, mais il abuse tellement de ses prérogatives de lieutenant général que le dauphin le révoque le 1er mars 1420. Il s’allie alors aux Anglais et obtient d’eux les mêmes charges de lieutenant général du roi en Languedoc et Guyenne, le 3 mars 1421. Ce n’est qu’à la mort d’Henri V, roi d’Angleterre qu’il fait sa soumission au roi de France, reçoit des lettres de rémission (mai 1423) et obtient (encore !) la lieutenance générale du Languedoc et de Guyenne.
Il rejoint l’ost royal de 1423 à 1425, mais plutôt dans le but de se faire des relations et des alliés. Lors des combats contre les Anglais, il évite de prendre des risques, achète souvent le départ de ses ennemis et ne participa pas aux campagnes de Jeanne d’Arc. Il fait cependant payer cher son alliance, car il obtient en 1425 le comté de Bigorre qui avait été possession de ses ancêtres, et que le roi avait annexé à la suite de litiges entre différents héritiers. En 1433, il intervient à Avignon pour installer son frère Pierre comme vicaire apostolique. Il meurt à Mazères le 4 mai 1436.

## Mariages et enfants
Jean Ier de Foix épouse le 12 octobre 1402 en premières noces Jeanne d'Évreux (1382 - 1413), fille de Charles III d'Évreux, roi de Navarre et d’Éléonore de Castille. Elle est reconnue comme héritière du royaume de Navarre en 1402, mais meurt sans postérité avant son père.
Il se remarie en février 1422 avec Jeanne d'Albret (1403 † 1435), fille de Charles Ier († 1415 à Azincourt) sire d’Albret, et de Marie de Sully (alias de Blois-Champagne : fille de Louis de Sully, de la branche aînée des comtes de Blois et de Champagne issue du comte Étienne II Henri – et d'Isabeau dame de Craon). 
De l'union de Jean de Foix et Jeanne d'Albret sont issus :
- Gaston IV (1423 - 1472), comte de Foix et de Bigorre, coprince d’Andorre, vicomte de Béarn, de Marsan, de Castelbon et par mariage roi de Navarre ;
- Pierre (mort en 1454), vicomte de Lautrec et de Villemur, époux de Catherine d'Astarac dame de Barbazan, fille du comte Jean III d'Astarac et de Jeanne de Barbazan-Dessus. Pierre et Catherine sont la souche des Foix-Lautrec, en étant parents du vicomte Jean de Lautrec et Villemur, mari de Jeanne d'Aydie (fille d'Odet et de Marie de Lescun, fille de Mathieu de Lescun et de Diane de Béarn : voir ci-dessous ; dame de Lescun et baronne d'Esparros). Jean de Foix-Lautrec-Villemur et Jeanne d'Aydie furent parents de :
  - Thomas de Lescun, maréchal de France,
  - André vicomte de Villemur et baron d'Esparros (dit abusivement de Lesparre),
  - Odet de Lautrec (et de Lesparre par son mariage avec sa cousine éloignée Charlotte d'Albret d'Orval et de Lesparre), maréchal de France,
  - et de Françoise de Laval-Châteaubriant.

De nouveau veuf, il se remarie en 1435 avec Jeanne d’Urgell (1415 - 1446), fille de Jacques II, comte d’Urgell, et d’Isabelle d’Aragon. Leur union reste sans descendance. Après sa mort, elle se remarie avec Jean Raymond Folch III, comte de Cardona.
Il eut des bâtards, légitimés : Jean de Béarn sgr. de Miossens (vers 1412-1436/1444) ; Bernard de Béarn sgr. de Gerderest († 1469) ; Isabelle de Béarn (vers 1430-1487 ; x Bernard de Cauna) ; Diane de Béarn (x 1439 Mathieu de Lescun : voir ci-dessus) ; Pierre de Béarn, abbé de Ste-Croix de Bordeaux.